# Kenny Rogers
Pour les articles homonymes, voir Kenny Rogers (baseball) et Rogers.
Kenneth Donald Rogers dit Kenny Rogers, né le 21 août 1938 à Houston (Texas) et mort le 20 mars 2020 à Sandy Springs (Géorgie), est un acteur, chanteur notamment de musique country et compositeur américain.

## Biographie

### Famille
Kenny Rogers est le quatrième des sept enfants de Floyd Rogers et de sa femme Lucille, respectivement charpentier et infirmière. D'après les registres de naissances de l'État du Texas, son deuxième prénom est Ray et il est en effet parfois appelé « Kenneth Ray Rogers » dans les génériques des films auxquels il participe.

### Carrière
Sa carrière commence pendant les années 1950, quand Kenny Rogers enregistre plusieurs chansons avec le groupe de doo-wop The Scholars. Il n'est pas le chanteur principal, et le groupe s'arrête après deux singles quand le leader préfère se lancer dans une carrière solo.
Resté seul, Kenny Rogers lance son propre single That Crazy Feeling (1958) et connaît un petit succès. Il rejoint The Bobby Doyle Trio, groupe de jazz avec lequel il joue dans des clubs et enregistre pour Columbia Records. Le groupe se sépare en 1965 ; l'année suivante, Rogers enregistre un single jazz pour Mercury Records, qui est un échec. Rogers travaille en tant que producteur, auteur et musicien pour d'autres artistes, dont les chanteurs country Mickey Gilley et Eddy Arnold. En 1966, il rejoint les New Christy Minstrels en tant que chanteur et contrebassiste.
Le succès du groupe n'étant pas celui sur lequel il compte, Kenny Rogers quitte le groupe, entraînant avec lui trois autres membres : Mike Settle, Terry Williams et Thelma Camacho. Ensemble, ils créent First Edition en 1967, qui devient Kenny Rogers and The First Edition, et accumulent les succès dans les classements de ventes de musique pop et country avec, entre autres, Somethings Burning, Ruby, Don't Take Your Love to Town, Reuben James et Just Dropped In (To See What Condition My Condition Was In). Surnommé plus tard « Hippie Kenny » Rogers en présente alors tous les aspects : long cheveux bruns, boucle d'oreille et lunettes de soleil roses. Rogers a un style vocal beaucoup plus doux à cette époque que celui qu'il aura plus tard.
Quand le groupe se sépare en 1976, Kenny Rogers lance sa carrière solo. Ses compositions deviennent rapidement plus policées, chantées avec une voix parfois rauque mais toujours mélodieuse qui attire le public pop tout comme les fans de country. Plus de 60 chansons enregistrées par Kenny Rogers atteignent le top 40 des meilleures ventes US (dont 25 se sont placées en no 1 des ventes) et 50 de ses albums se sont classés dans les meilleures ventes. Ses compositions ont aussi été utilisées dans de nombreuses bandes originales de films tels que Convoy, Urban Cowboy et The Big Lebowski.
Sorti en novembre 1978, l'album The Gambler se vend entre 30 et 35 millions d'exemplaires, ce qui représente un quart de ses ventes totales d'albums,.
Kenneth Rogers chante également dans le célèbre morceau We Are the World.
Il sort en 1980 ce qui reste un des plus grands succès de sa carrière : Lady (en).
Il meurt le 20 mars 2020 à son domicile de Sandy Springs en Géorgie, de causes naturelles, et est inhumé au cimetière d'Oakland à Atlanta.

### Vie privée
Marié cinq fois, sa quatrième femme était l'actrice Marianne Gordon (en). Puis, jusqu'à sa mort, il a vécu avec Wanda Miller. Il a une fille et quatre fils, dont des jumeaux nés en 2003.

## Discographie
- 1976 : Love Lifted Me
- 1977 : Kenny Rogers
- 1977 : Daytime Friends
- 1978 : Love or Something Like It
- 1978 : The Gambler
- 1979 : Kenny
- 1980 : Gideon
- 1981 : Share Your Love
- 1982 : Love Will Turn You Around
- 1983 : We've Got Tonight
- 1983 : Eyes That See in the Dark
- 1984 : What About Me?
- 1985 : The Heart of the Matter
- 1986 : They Don't Make Them Like They Used To
- 1987 : I Prefer the Moonlight
- 1988 : Something Inside So Strong
- 1990 : Love Is Strange
- 1991 : Back Home Again
- 1993 : If Only My Heart Had a Voice
- 1996 : Vote for Love
- 1997 : Across My Heart
- 1999 : She Rides Wild Horses
- 2000 : There You Go Again
- 2003 : Back to the Well
- 2006 : Water & Bridges
- 2011 : The Love of God
- 2013 : You Can't Make Old Friends

## Filmographie

### Acteur

#### Cinéma
- 1982 : Six Pack : Brewster Baker
- 2000 : Longshot : Pilote
- 2019 : Le Cas Richard Jewell

#### Télévision
- 1970 : That Good Ole Nashville Music : Guest Performer
- 1971 : Rollin' on the River : Hôte
- 1975 : Le Rêve brisé (The Dream Makers) : Earl
- 1980 : Kenny Rogers, le joueur (Kenny Rogers as The Gambler) : Brady Hawkes
- 1981 : Coward of the County : Oncle Matthew
- 1983 : Kenny Rogers as The Gambler: The Adventure Continues : Brady Hawkes
- 1985 : Wild Horses : Matt Cooper
- 1987 : Kenny Rogers as The Gambler, Part III: The Legend Continues : Brady Hawkes
- 1990 : Christmas in America : Frank Morgan
- 1991 : The Gambler Returns: The Luck of the Draw : Brady Hawkes
- 1992 : The Real West : Narrateur / hôte
- 1993 : Rio Diablo : Quentin Leech (chasseur de primes)
- 1993 : Docteur Quinn, femme médecin, saison 1 épisode 16
- 1994 : MacShayne: Winner Takes All : John J. 'Jack' MacShayne
- 1994 : MacShayne: The Final Roll of the Dice : John J. MacShayne
- 1994 : Gambler V: Playing for Keeps : Brady Hawkes
- 1997 : Joy of Natural Childbirth : Kenny
- 1997 : Snowden on Ice (voix)
- 1999 : Live by Request: Kenny Rogers : Performer

### Comme compositeur
Kenny Rogers a participé à la BO du film The Big Lebowski avec le titre To see what condition my condition was in. Ce titre, aussi connu sous le nom de Just Dropped In, fut aussi utilisé pour le générique de fin du jeu vidéo Driver 2 sorti en 2000.

## Distinctions

### Récompenses
Kenny Rogers a remporté plusieurs prix au cours de sa carrière musicale, notamment:
Grammy Awards: 3 récompenses
Academy of Country Music Awards:
8 récompenses Country Music Association Awards: 
5 récompenses American Music Awards: 
3 récompenses People's Choice Awards: 2 
récompenses: Il a également été intronisé au Country Music Hall of Fame en 2013.